# Comtat de Laois
El comtat de Laois (gaèlic irlandès Laois) és un comtat de la província de Leinster (República d'Irlanda).

## Ciutats i Baronies
Hi ha nou baronies al comtat:
- Ballyadams
- Cullinagh
- Maryborough East,
- Maryborough West
- Portnehinch
- Slievemargue,
- Stradbally
- Tinnehinch
- Upper Ossory

### Ciutats i viles

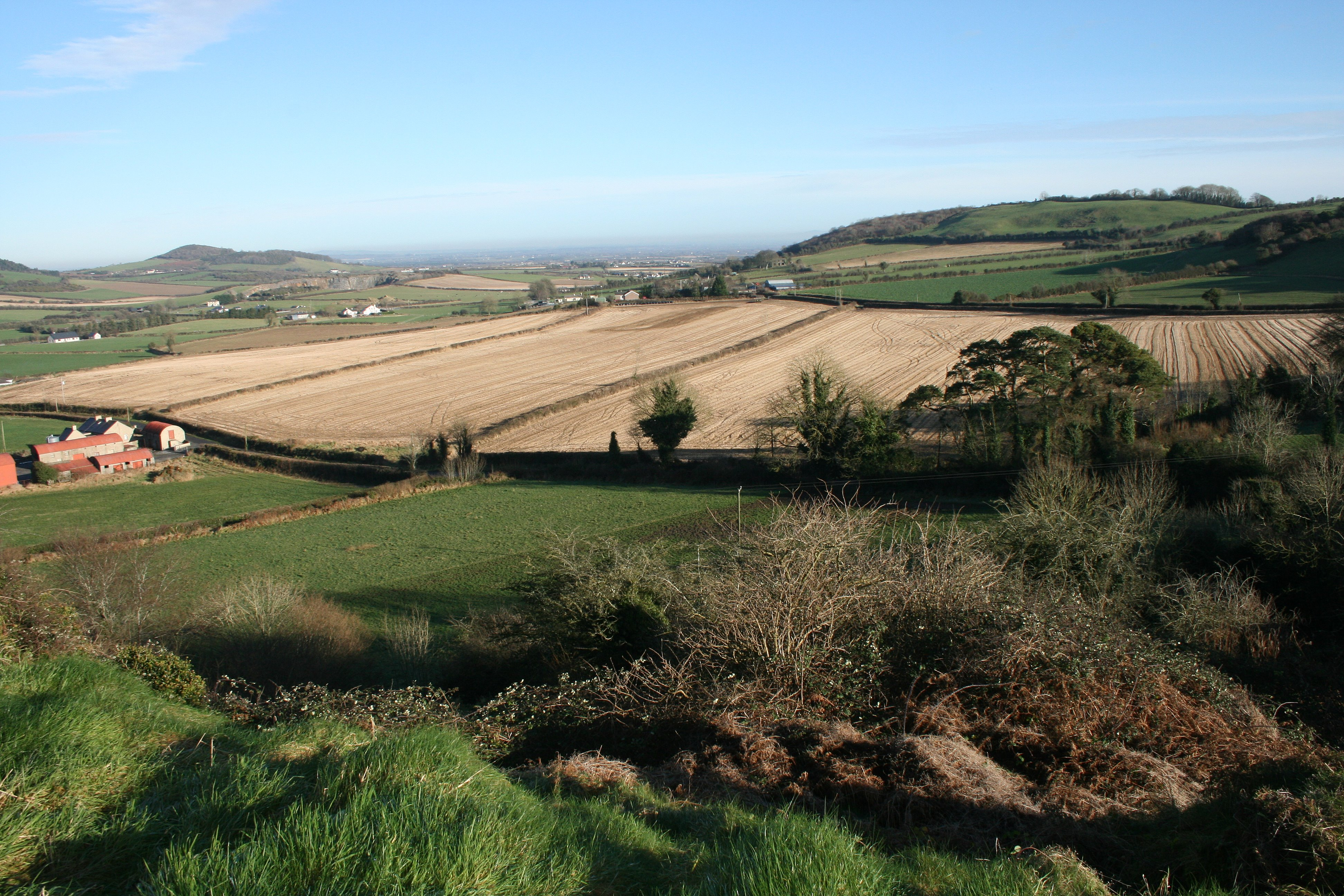
Vista de Portlaoise.

- Abbeyleix
- Aghaboe
- Arles
- Ballacolla
- Ballaghmore
- Ballickmoyler
- Ballinakill
- Ballybrittas
- Ballybrophy
- Ballyhide
- Ballyfin
- Ballylinan
- Ballyroan
- Barrowhouse
- Borris-in-Ossory
- Castletown
- Clonaslee
- Cullohill
- Donaghmore
- Durrow
- Emo
- Errill
- Graiguecullen
- The Heath
- Jamestown
- Killeshin
- Mountmellick
- Mountrath
- Newtown
- Portarlington
- Portlaoise
- Rathdowney
- Rosenallis
- Shanahoe
- Stradbally
- The Swan
- Timahoe
- Vicarstown

## Història
El comtat fou creat en 1556 per Maria I d'Anglaterra com a comtat reial. Laois fou objecte de dues plantations o colonitzacions amb anglesos. La primera es produí el 1556, quan Thomas Radclyffe, III comte de Sussex, qui el 1548 havia fundat la vila de Portlaoise, va intentar substituir als membres del clan O'Moore amb colons anglesos. Però només aconseguí provocar una llarga guerra al comtat. La segona es produí en el segle xvii, i va ampliar l'establiment anglès existent amb més terratinents i arrendataris d'Anglaterra. Finalment, el comtat va arribar acollir una comunitat d'huguenots francesos el 1690, que van ser col·locats en Irlanda després del seu servei a Guillem d'Orange en la seva guerra a Irlanda. A més d'això, una gran quantitat de quàquers es van assentar a Mountmellick.
La Gran Fam Irlandesa va devastar el país i provocà una gran emigració, que va fer disminuir la població de 153.930 habitants el 1841 a 111.664 el 1851 i a 90.650 el 1861. El comtat va ser tornar a rebre el nom de Laois després de constituir-se l'Estat Lliure d'Irlanda.

## Galeria d'imatges

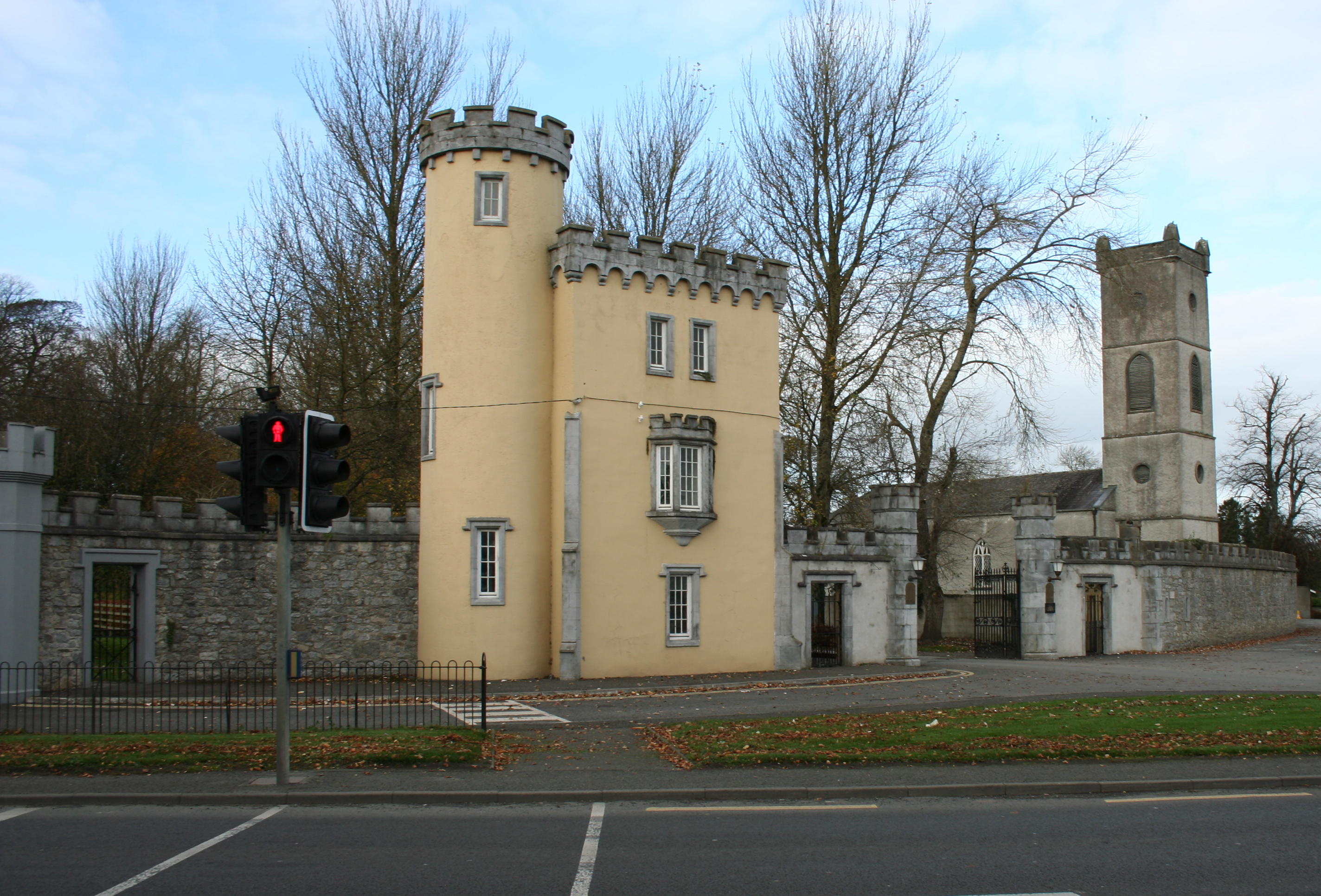
Durrow
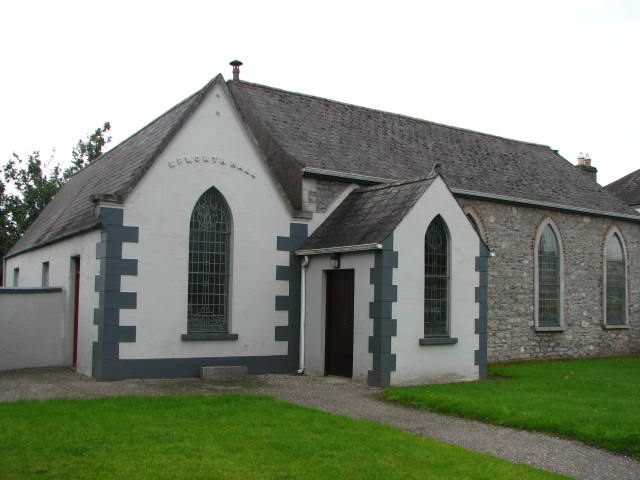
Epworth Hall
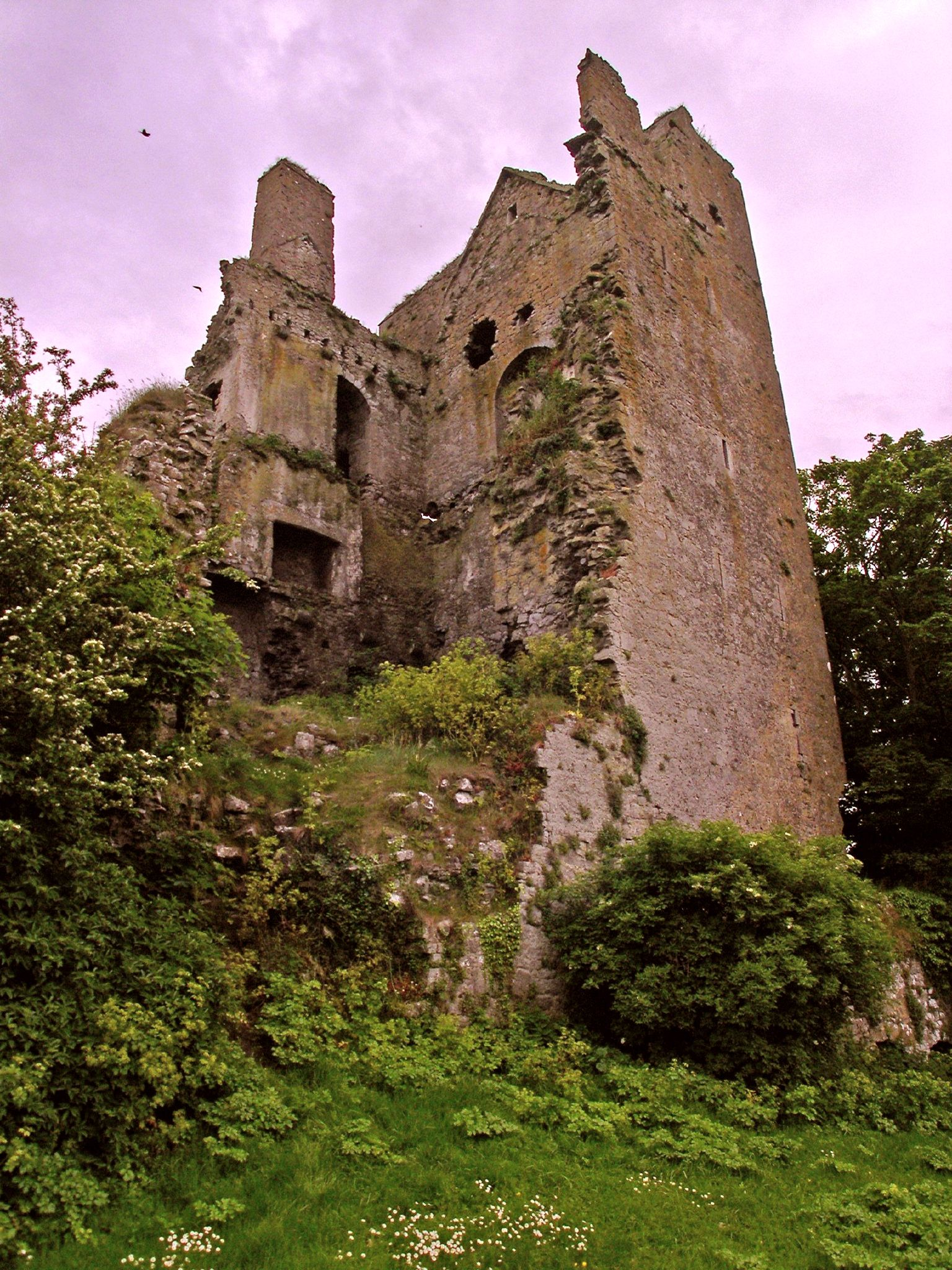
Castell de Cullahil
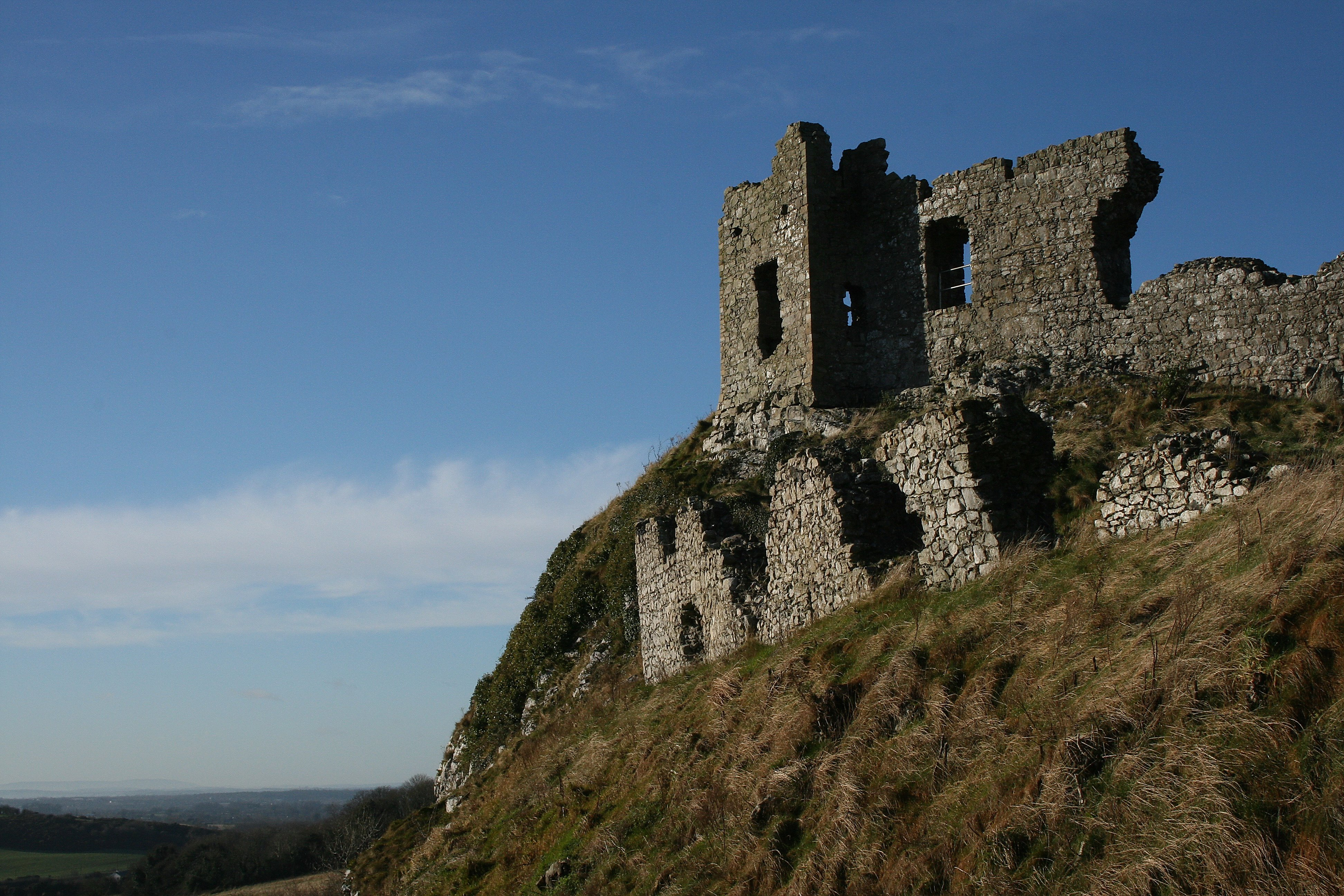
La Roca de Dunmase

## Personatges il·lustres
- Robert Sheehan